# Butar
Butar is een bestuurslaag in het regentschap Aceh Singkil van de provincie Atjeh, Indonesië. Butar telt 522 inwoners (volkstelling 2010).